# Solenopsis japonica
Solenopsis japonica är en myrart som beskrevs av Wheeler 1928. Solenopsis japonica ingår i släktet eldmyror, och familjen myror. Inga underarter finns listade i Catalogue of Life.